# GRAND SLAM (格闘技大会)
GRAND SLAM（グランドスラム）は、日本の総合格闘技大会。プロデューサーは第6代修斗世界バンタム級王者の勝村周一朗。2014年から2018年まで開催されていた。また、勝村は同名の格闘技ジムを主宰している。

## 歴史
大会のコンセプトは「世界で戦える若手選手の育成」と「ベテランの再生」で、ケージ（金網）を使用し、ユニファイドルールを採用していた。選手育成のためアマチュアの試合も行っていた。
2014年7月13日にディファ有明にて第1回大会「GRANDSLAM -Way of the CAGE－」が開催され、サバイバーと題された本選出場を目指す育成戦10試合を含む、全20試合が行われた。サバイバーは5分2R。本戦は5分3R。メインイベントは所英男VSビクター・ヘンリー。
2015年2月8日の第2回大会からはアマチュア戦の「GRAND ROYAL（グランドロワイヤル）」、本戦昇格を目指す「GRANDSLAM SURVIVOR（グランドスラムサバイバー）」、本戦である「GRANDSLAM（グランドスラム）」の3部構成となった。
2018年3月に開催された「GRANDSLAM 7」を最後に大会は開催されておらず、代表の相原雄一はMMAPLANETのインタビューで「興行を行うという部分で状況は良くないのが事実です」と話し、プロデューサーの勝村は「最後っていうと、もうできなくなってしまうので。でも、僕も相原さんもグランドスラムらしい形でイベントを開くことができればという考えは持っています」と話した。

## 大会一覧
| 大会名                          | 開催年月日     | 会場              | 開催地       |
| ------------------------------- | -------------- | ----------------- | ------------ |
| GRANDSLAM 6 - WAY OF THE CAGE - | 2017年10月29日 | GENスポーツパレス | 東京都新宿区 |
| GRANDSLAM 5 - WAY OF THE CAGE - | 2016年11月3日  | ディファ有明      | 東京都江東区 |
| GRANDSLAM 4 - WAY OF THE CAGE - | 2016年3月19日  | ディファ有明      | 東京都江東区 |
| GRANDSLAM 3 - Way of the CAGE - | 2015年9月12日  | ディファ有明      | 東京都江東区 |
| GRANDSLAM 2 - Way of the CAGE - | 2015年2月8日   | ディファ有明      | 東京都江東区 |
| GRANDSLAM - Way of the CAGE -   | 2014年7月13日  | ディファ有明      | 東京都江東区 |